# Wellesley (släkt)
Wellesley är en engelsk släkt, som på 1500-talet bosatte sig i grevskapet Kildare på Irland.
Släkten hette ursprungligen Colley (namnet skrives även Cowley), men då Richard Colley 1728 ärvt sin kusin Garrett Wesleys egendomar, antog han dennes namn, vilket inom släkten sedermera skrevs än Wesley, än Wellesley, tills den senare namnformen blev allenarådande.

## Kända medlemmar
- Richard Wellesley, 1:e markis Wellesley 1760 - 1842
- William Wellesley-Poole, 3:e earl av Mornington 1763 - 1845
- Arthur Wellesley, 1:e hertig av Wellington 1769 - 1852
- Henry Wellesley, 1:e baron Cowley 1773 - 1847
- Henry Wellesley, 1:e earl Cowley 1804 - 1884
- Arthur Wellesley, 2:e hertig av Wellington 1807 - 1884
- George Greville Wellesley 1814 - 1901
- Arthur Wellesley, 4:e hertig av Wellington 1849 - 1934
- Arthur Wellesley, 5:e hertig av Wellington 1876 - 1941
- Gerald Wellesley, 7:e hertig av Wellington 1885 - 1972
- Arthur Wellesley, 8:e hertig av Wellington 1915 - 2014